# Cangrejeros de Santurce
O Cangrejeros de Santurce é um clube profissional de basquetebol situada na cidade de San Juan, Porto Rico que disputa atualmente a BSN. Manda seus jogos no Coliseu Roberto Clemente com capacidade para 10.000 espectadores.

## Títulos

### Baloncesto Superior Nacional
- Campeão (8x):1962, 1968, 1998, 1999, 2000, 2001, 2003, 2007
  - Finalista (6x):1942, 1942-1943, 1951, 1952, 1964, 2006